# إصابات الركبة الإنسية
تعد إصابات الركبة الإنسية (التي تقع داخل الركبة) أكثر أنواع إصابات الركبة شيوعًا. يتكون مجمّع الرباط الإنسي للركبة من الرباط الجانبي الإنسي السطحي، والرباط الجانبي الإنسي العميق، والرباط المائل الخلفي. تسمى هذه الأربطة أيضًا بالرباط الجانبي الإنسي، الرباط الجانبي الظنبوبي، الرباط المحفظي الأوسط الثالث، والألياف المائلة من الرباط الجانبي الإنسي السطحي، على التوالي. يعد هذا المجمّع عامل الاستقرار الرئيسي للركبة الإنسية. تُعزل إصابات الجانب الإنسي من الركبة بشكل شائع عن هذه الأربطة. يعد الفهم الشامل لتشريح ووظيفة بنى الركبة الإنسية، بالإضافة إلى التاريخ المفصل والفحص البدني، أمرًا ضروريًا لتشخيص هذه الإصابات وعلاجها.

## أعراض
غالبًا ما يشكو المرضى من الألم والتورم في الجانب الإنسي لمفصل الركبة. قد يبلغون أيضًا عن انعدام التوازن أثناء الحركة من جهة إلى أخرى وأثناء الأداء الرياضي الذي يتضمن الانثناء أو الدوران.

## مضاعفات
وصف جاكوبسون سابقًا المشكلات الشائعة لجراحة الركبة الإنسية. أكد أن التشخيص المناسب أمر حتمي ويجب تقييم جميع الإصابات المحتملة ومعالجتها أثناء الجراحة. قد يحدث تلف في العصب الصافن وفرعه تحت الرضفة أثناء جراحة الركبة الإنسية، ما قد يسبب تنميل أو ألم في الركبة والساق الإنسية. مثل جميع العمليات الجراحية، هناك خطر حدوث نزف وجروح وخثار وريدي عميق وعدوى، والتي قد تحد من المعالجة وعملية إعادة التأهيل. تعد المضاعفات طويلة المدى كالتليف المفصلي والتعظم المنتبذ (متلازمة بيليغريني-شتيدا) من المشكلات التي تُعالج بشكل أفضل من خلال التحديد المبكر لنطاق للحركة وبروتوكولات إعادة التأهيل المحددة التالية. يجب منع فشل الترقيع بسبب القوى الميكانيكية الداخلية من خلال تقييم درجة الميل قبل الجراحة (جراحة قطع العظم) وإعادة التأهيل المناسبة.

## أسباب
عادةً ما تحدث إصابة الركبة الإنسيّة بسبب تقوس الركبة، أو الدوران الخارجي للظنبوب، أو مزيج من الاثنين. غالبًا ما تُشاهد هذه الآلية في الرياضات التي تنطوي على ثني الركبة بشدة مثل هوكي الجليد والتزحلق على الثلج وكرة القدم.

## التشريح والوظيفة
تشمل البنى الموجودة على الجانب الإنسي للركبة قصبة الساق (الظنبوب)، عظم الفخذ، العضلة المتسعة الإنسية المائلة، العضلة نصف الوترية، ووتر العصلة الرقيقة، وتر العضلة الخياطية، وتر العضلة المقربة الكبيرة، الرأس الإنسي لعضلة الساق، وتر العضلة نصف الغشائية، الهلالة الإنسية، الرباط الرضفي الفخذي الإنسي، الرباط الجانبي الإنسي السطحي، الرباط الجانبي الإنسي العميق، والرباط المائل الخلفي. وُجد أن البنى الهامة لتحقيق التوازن في هذه المنطقة من الركبة هي الرباط الجانبي الإنسي السطحي والرباط الجانبي الإنسي العميق والرباط المائل الخلفي.

## العظام
عظام الركبة هي عظم الفخذ والرضفة والظنبوب والشظية. تقع الشظية على الناحية الجانبية للركبة ويكون للرضفة أثر ضئيل على الجانب الإنسي للركبة. يشمل الاتساق العظمي للركبة الإنسية الأسطح المتقابلة للقمة الفخذية الوسطى والهضبة الظنبوبية الإنسية. يوجد على اللقمة الفخذية الإنسية ثلاثة معالم عظمية هامة: اللقيمة الإنسية وحديبة العضلة المقربة وحديبة عضلة الساق. اللقيمة الإنسية هي البروز الأمامي الوحشي. تتوضع الحديبة المقربة قرب وخلف اللقيمة الإنسية. تتوضع حديبة عضلة الساق وحشي وخلف حديبة العضلة المقربة.

## تشخيص
تعد أغلب إصابات الركبة الإنسية إصابات رباطية معزولة. يكون لدى معظم المرضى تاريخًا لإصابة رضحية بالجانب الوحشي للركبة. من الأسهل بكثير تشخيص الإصابات الحادة سريريًا، أما الإصابات المزمنة قد تكون أقل وضوحًا بسبب صعوبة التفريق عن إصابة الركبة الوحشية، ما قد يتطلب تصويرًا شعاعيًا.

## علاج
يختلف علاج إصابات الركبة الإنسية باختلاف موقع الإصابات وتصنيفها. تجمع الدراسات على أن إصابات الدرجة الأولى والثانية والثالثة المعزولة عادةً ما تكون مناسبة تمامًا لبروتوكولات العلاج غير الجراحية. يجب أن تخضع الإصابات الحادة من الدرجة الثالثة المترافقة مع الإصابات متعددة الأربطة أو خلع الركبة بما يشمل إصابة الجانب الإنسي، للعلاج الجراحي. يجب أن تخضع الإصابات المزمنة من الدرجة الثالثة أيضًا للعلاج الجراحي إذا كان المريض يعاني من عدم توازن أثناء حركة دوران أو أثناء الانتقال من جهة لأخرى.

## العلاج غير الجراحي
تبدأ المعالجة التحفظية لإصابات الركبة الإنسية المعزولة (الدرجات من 1 إلى 3) بالسيطرة على التورم وحماية الركبة. يمكن علاج التورم بشكل جيد بالراحة والثلج والرفع والرباط الضاغط. يمكن إجراء الحماية باستخدام دعامة مفصلية ثابتة تجاه الإجهاد التقوسي والأروحي ولكنها تسمح بالثني والمد الكاملين. يجب ارتداء الدعامة في الأسابيع الأربعة إلى الستة الأولى من بدء عملية إعادة التأهيل، خاصةً أثناء التمرين البدني لمنع إصابة الرباط الشافي. يوصى بتمارين الدراجة الثابتة لتحسين نطاق الحركة ويجب زيادتها حسب تحمل المريض. يجب تجنب حركات الركبة الجانبية. يُسمح للمريض بحمل الأوزان بحسب تحمله ويجب عليه أداء تمارين تقوية عضلة رباعية الرؤوس بالإضافة إلى مجموعة من تمارين التي تحسن نطاق الحركة. يعود معظم الرياضيين الذين يعانون من إصابة في الركبة من الدرجة الثالثة ويخضعون لبرنامج إعادة التأهيل إلى تدريباتهم بعد 5-7 أسابيع.

## العلاج الجراحي
أُبلغ أن إصابات الركبة الإنسية من الدرجة الثالثة الحادة والمزمنة غالبًا ما تضمنت الرباط الجانبي الإنسي السطحي بالإضافة إلى الرباط المائل الخلفي. لذلك، يجب الخضوع إلى الإصلاح الجراحي المباشر أو إعادة البناء لكل من هذين الرباطين لأن كلاهما يلعب دورًا مهمًا في توازن وثبات الركبة الإنسية. يشمل النهج المثبتة فعاليته من الناحية الميكانيكية الحيوية إعادة بناء كل من الرباط المائل الخلفي وكلا قسمي الرباط الجانبي الإنسي السطحي.

## بحوث مستقبلية
يجب أن تُوجه الأبحاث المستقبلية فيما يتعلق بإصابات الركبة الإنسية نحو تقييم النتائج السريرية بين تقنيات إعادة البناء المختلفة. يعد تحديد مزايا وعيوب هذه التقنيات مفيدًا أيضًا لتحسين العلاج.